# Giancarlo Santi
Pour les articles homonymes, voir Santi.
Giancarlo Santi, né le 7 octobre 1939 à Rome (Italie) et mort dans la même ville le 22 février 2021, est un réalisateur et scénariste italien.

## Biographie
Giancarlo Santi commence sa carrière en tant qu'assistant de production de Gian Vittorio Baldi, avant de devenir assistant réalisateur de Marco Ferreri (Le Lit conjugal, Le Mari de la femme à barbe, Controsesso, Marcia nuziale). Santi collabore avec Sergio Leone dans Le Bon, la Brute et le Truand et Il était une fois dans l'Ouest. Leone le choisit pour diriger Il était une fois la révolution après que Peter Bogdanovich a été licencié, mais la production américaine rejette cette décision et Leone est obligé de réaliser le film. Santi en est le réalisateur de la seconde équipe.
Il fait finalement ses débuts en tant que réalisateur en 1972, avec le western spaghetti Le Grand Duel.

## Filmographie

### Réalisateur
- 1972 : Le Grand Duel (Il grande duello)
- 1978 : Quando c'era lui... caro lei! (it)
- 2000 : Con la voce del cuore (it)